# Purpurryggig tangara
Purpurryggig tangara (Iridosornis porphyrocephalus) är en fågel i familjen tangaror inom ordningen tättingar.

## Utbredning och systematik
Fågeln förekommer i fuktiga områden i västra Anderna i Colombia och nordvästra Ecuador. Den behandlas som monotypisk, det vill säga att den inte delas in i några underarter.

## Status
IUCN kategoriserar arten som nära hotad.